# John Shaw Billings

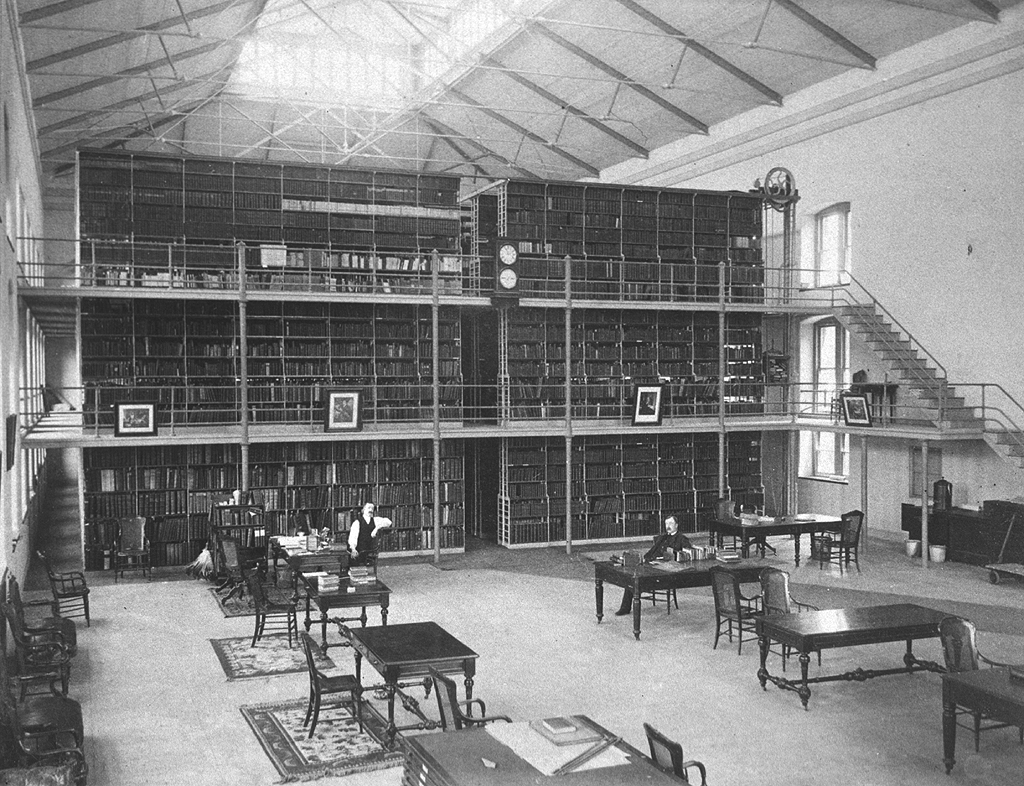
Biblioteca de cirurgià general desenvolupada per John Shaw Billings

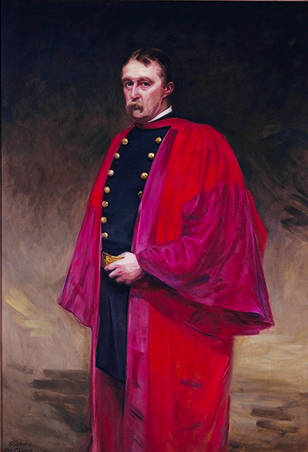
Retrat a la Biblioteca Nacional de Medicina de Cecilia Beaux 1895

John Shaw Billings   (Allensville, 12 d'abril de 1838 - Nova York, 11 de març de 1913) va ser un bibliotecari, dissenyador d'edificis i cirurgià nord-americà. No obstant això, és més conegut com el modernitzador de la Biblioteca de la Oficina de Cirurgia General de l'Exèrcit. El seu treball amb Andrew Carnegie va conduir al desenvolupament i al seu servei com a primer director de la Biblioteca Pública de Nova York. Billings va supervisar la construcció de la biblioteca del cirurgià general, que va ser la primera biblioteca completa de medicina del país. A causa del seu enfocament per millorar la salut pública i els hospitals, Billings va dirigir la divisió d'Estadístiques Vitals de l'Oficina del Cens dels Estats Units i va supervisar la recopilació estadística dels censos. Amb Robert Fletcher, Billings va desenvolupar Index Medicus, una guia mensual de medicina contemporània que va funcionar durant 16 mesos fins a la seva jubilació al Medical Museum and Library. Al final del seu treball amb els militars, Billings va ajudar el secretari del Tresor dels Estats Units a ajustar l'organització dels hospitals militars. Amb la seva creixent credibilitat en el camp mèdic, Billings també va supervisar la feina feta per ajudar aquells que tenien febre groga. També va ser assessor mèdic de l'Hospital Johns Hopkins, va escriure informes sobre criteris per als plans d'estudis mèdics i d'infermeria i el disseny d'hospitals. Tot i que el seu nom no està inclòs en els infames "Big Four" de Hopkins, Billings va fer importants contribucions mitjançant l'arquitectura, la infraestructura i el currículum de l'Hospital Johns Hopkins per a la Johns Hopkins School of Medicine.

## Biografia

### Primers anys de vida
John Shaw Billings va néixer el 12 d'abril de 1838 a Allensville, al comtat de Suïssa, a Indiana. Al segle anterior, la família del seu pare es va traslladar a Syracuse, Nova York, després de deixar Anglaterra el 1654. El seu pare va néixer a Saratoga, Nova York i era parent de William Billings. La mare de Billings, Abby Shaw Billings, va néixer a Raynham, Massachusetts. El 1843, la família de Billings es va traslladar a Rhode Island i més tard va tornar a Allensville, Indiana el 1848 a causa del trasllat de la carrera del pare com a cap de correus. Durant la seva infància, Billings va rebre educació a Providence, Rhode Island i Indiana. Va heretar l’amor de la seva mare per la lectura i va aprendre llatí i grec. A causa del seu amor per l’aprenentatge i l'educació, va acceptar renunciar a qualsevol herència si el seu pare li permetia assistir a la universitat. El 1852, a l'edat de catorze anys, Billings va ingressar a la Universitat de Miami a Oxford, Ohio. Durant els seus cinc anys a la universitat, va passar la major part del temps llegint a la biblioteca. El 1857, Billings es va graduar a la Universitat de Miami en segon lloc de la seva classe i va ingressar un any més tard al Cincinnati's Medical College of Ohio, avui la Universitat de Cincinnati College of Medicine. Billings va rebre el seu títol de metge el 1860. La seva tesi sobre "El tractament quirúrgic de l'epilèpsia" va cridar l'atenció de la facultat, ja que proporcionava indicacions precises de les operacions implementades en aquell moment.

### Carrera mèdica de la Guerra Civil
Establert a Cincinnati, Billings va decidir continuar la pràctica quirúrgica. Amb l'esperança de millorar el servei hospitalari al camp de batalla, es va convertir en el demostrador d'anatomia del Cincinnati's Medical College. Tanmateix, el 1861 va rebutjar una oferta per ser ajudant de cirurgià. En canvi, el 1861, Billings va participar en un examen per a l'exèrcit regular, convertint-se en el primer de la seva classe. Tot i això, no hi havia places vacants disponibles al cos regular, de manera que va ser nomenat cirurgià ajudant a l’Hospital Union de Georgetown. L’any següent, el 16 d’abril, Billings va ser nomenat primer lloctinent i després es va fer càrrec del desenvolupament de l’Hospital Cliffburne a Georgetown mentre les operacions de l’Hospital de l’Unió es traslladaven a Cliffburne. A l'agost d'aquest mateix any, va ser traslladat a l'Hospital General Satterlee, un nou hospital a l'oest de Filadèlfia. Després de servir com a oficial executiu a l'hospital durant diversos mesos, va ser dirigit a l'Exèrcit del Potomac el març de 1863 i va ser destinat a la Divisió de Sykes del cos de Meade a l'11a infanteria.

### Carrera mèdica després de la Guerra Civil
Després de la Guerra Civil, Billings va assumir la direcció de la biblioteca del cirurgià general de l'exèrcit des del 1867 fins al 1895. Durant aquest temps, Billings va ampliar la biblioteca de 2.300 a 124.000 volums, convertint-la en la biblioteca mèdica més gran de les Amèriques. Quan Billings va heretar la biblioteca, el seu contingut es va llistar principalment per autor i secundàriament per matèria. Billings va redissenyar el catàleg amb índexs d’autors i temes. Tanmateix, el seu catàleg no va poder satisfer les demandes d'un augment de les publicacions, de manera que va crear un sistema d'indexació separat periòdicament mèdic, que es va conèixer com a Index Medicus
Billings va supervisar la recopilació i tabulació d’estadístiques vitals dels censos nord-americans de 1880 i 1890 i va treballar amb la recopilació d’estadístiques. Va tenir un paper important en introduir el sistema de cartes perforades de càlcul d'estadístiques vitals amb mètodes electromecànics, que després es va implementar al cens de 1890.
Després d’abandonar l’Oficina de Cirurgians Generals, va unir les biblioteques de Nova York per formar la Biblioteca Pública de Nova York del 1896 al 1913. El sistema de cartes perforades que va introduir als censos dels Estats Units es va utilitzar a la construcció de la Biblioteca Pública de Nova York. Va ser Billings qui va inspirar Andrew Carnegie a proporcionar 5 milions de dòlars per a la construcció de seixanta-cinc biblioteques a Nova York i 2509 biblioteques a ciutats i pobles de tota Amèrica del Nord i Gran Bretanya. Durant la construcció de la biblioteca, Billings va dirigir la recatalogació de les obres de les fundacions Lenox, Tilden i Astor, que es van utilitzar per formar la biblioteca el 1895. Billings també va reclutar un jove anomenat Harry Miller Lydenberg per treballar com a assistent personal i cap de referència. Lydenberg va ampliar les pràctiques de col·lecció de Billings i, finalment, va exercir de director de NYPL entre 1934-1941.
Billings va ser l'editor sènior de llibres que informava del treball del Comitè dels Cinquanta per investigar el problema del licor a principis de la dècada de 1900. El comitè va investigar les activitats i publicacions del Departament d’Instrucció Científica de la Temperament de la Unió de Temperament Cristià de la Dona (WCTU).

## Afiliació a la Universitat Johns Hopkins

### Visió general
La participació de Billings amb la Universitat Johns Hopkins va començar a finals de la dècada de 1870 amb la iniciació dels seus plans per a l'hospital i va acabar el 1889 amb el seu rebuig a la posició de superintendent de l'hospital.

### Arquitectura hospitalària

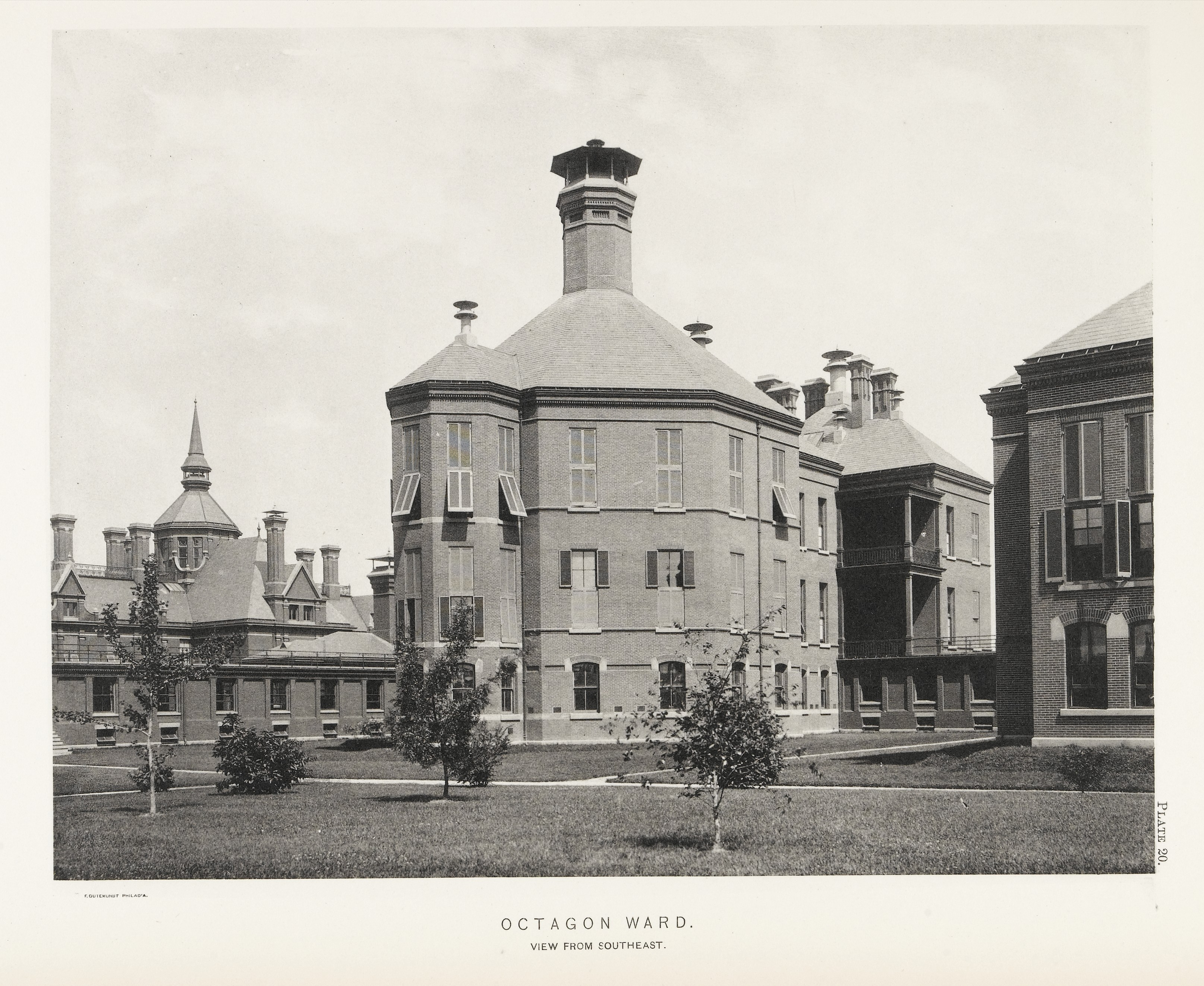
Una vista exterior de la sala Octagon de l’hospital Johns Hopkins. Això es va convertir en un dels principals dissenys de l'hospital de Billings.

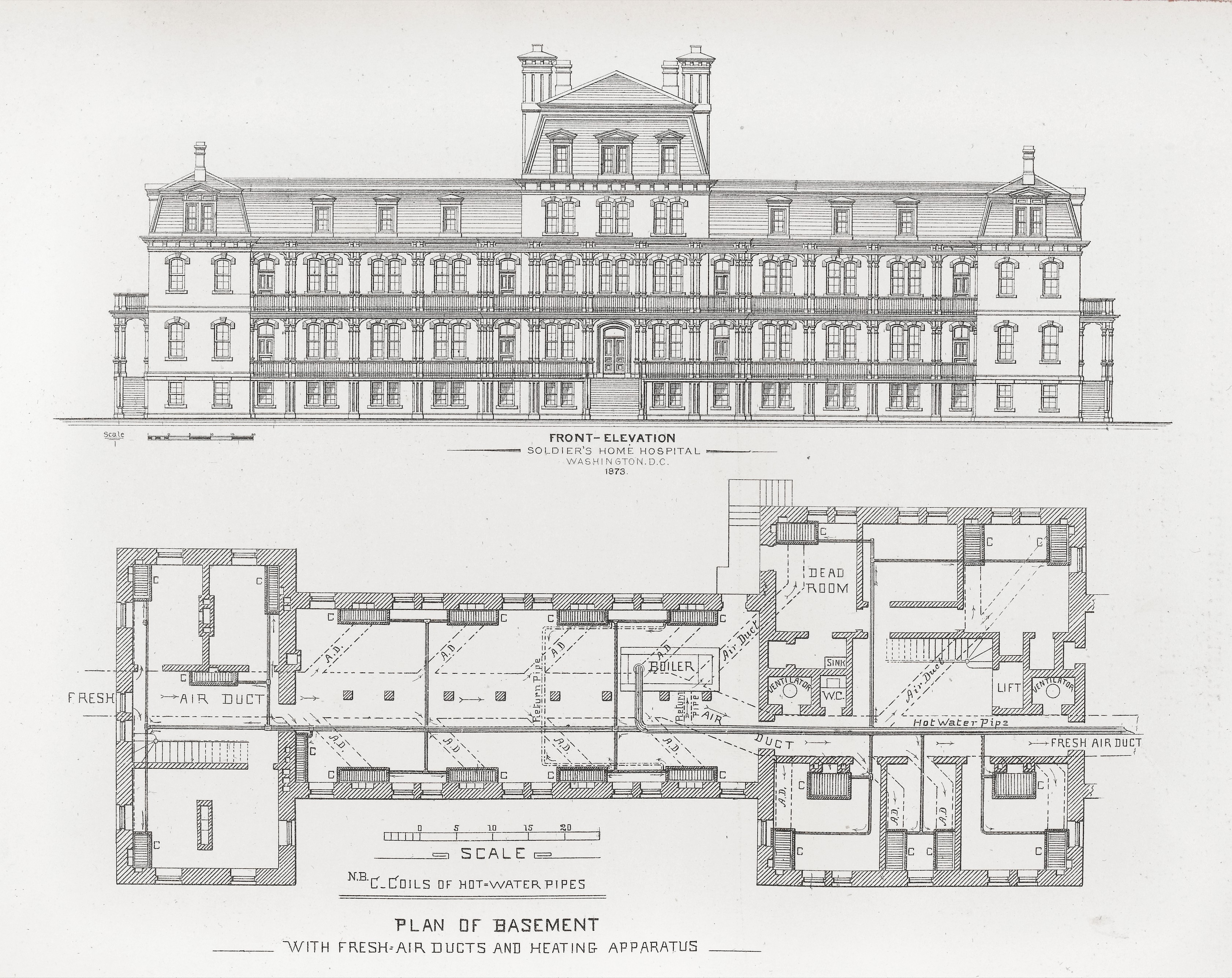
Els plans arquitectònics de John Shaw Billings de l'Hospital Soldier's Home de Washington DC Incloïen un pla que utilitzava un soterrani amb conductes d'aire fresc i un aparell de calefacció. Això es va incorporar als seus dissenys de l'Hospital Johns Hopkins.

Billings és famós per la seva tasca de planificació de la construcció de l'Hospital Universitari Johns Hopkins. Se li atribueix el disseny dels edificis originals de l'Hospital Johns Hopkins, que es va inaugurar el 1889, així com la recerca nacional i internacional de la facultat inicial de la Universitat Johns Hopkins. Va redactar els plans d’organització i construcció de l’hospital el 1873 i també va recomanar el pla del pavelló de construcció, que aviat es va convertir en un pla utilitzat a tot el país. El disseny de l’hospital es va inspirar en els viatges de Billings a diversos hospitals de tot Europa, on va conèixer la importància de la neteja. Va prendre idees europees de ventilació i les va aplicar en el context de l'entorn de l’hospital, que era un factor crucial a tenir en compte a la llum del clima variable de Baltimore. A més, Billings va incloure intencionadament el cablejat elèctric en els seus plans, en un moment en què l’hospital no era completament accessible a l'electricitat, destacant les seves capacitats en disseny. A causa de les seves contribucions, l'edifici amb la cúpula de la marca comercial de l'hospital va rebre el nom posterior de Billings.

### Infraestructures hospitalàries
Billings va participar en la infraestructura de l'hospital, ja que va escriure nombrosos informes sobre la formació del personal de l'hospital i l'organització de l'administració de l'hospital. Va entendre la importància d’escollir qui treballa a l’hospital. En contractar les persones adequades, Billings va creure que es podrien evitar molts errors mèdics, millorant així l'eficàcia de l’hospital. Una d'aquestes persones va ser William Henry Welch, a qui va recomanar al president Daniel Coit Gilman per a la seva contractació.

### Currículum per a la Facultat de Medicina de la Universitat Johns Hopkins
Billings va ser l'assessor principal de Gilman, encarregat de l'enginyeria i la implementació de la infraestructura educativa inicial de la Johns Hopkins School of Medicine. Durant un període on masses d’estudiants es van formar per convertir-se en metges, Billings va prendre decisions per garantir la qualitat dels estudiants que van ingressar i es van graduar a la Facultat de Medicina. Per aconseguir-ho, Billings va reforçar els requisits d’accés en exigir un títol de batxiller. A més, va proposar que el pla d'estudis fos un programa de quatre anys format per classes petites.
Els currículums mèdics proposats per Billings i el repartiment dels professors en departaments basats en especialitats van establir les bases per al renaixement de les modernes escoles de medicina als Estats Units. Els caps de departament de l'escola de medicina eren conjuntament els caps de serveis de l’hospital Hopkins, cosa que permetia a les dues organitzacions beneficiar-se de la seva experiència. Billings també va tenir un paper important en la determinació de la filosofia, estructura, organització i facultat de la Johns Hopkins Medical School.
Billings va destacar la ubicació única de Hopkins 'Medical School a Baltimore com una cosa que cal aprofitar plenament, sabent el seu potencial per a la investigació de malalties i la capacitat de tractar-les eficaçment. Per tant, Billings va pressionar els laboratoris clínics de la Facultat de Medicina, una idea inspirada en altres institucions de prestigi com Harvard i escoles de Michigan i Pennsilvània.

## Aportacions científiques

### Servei de Salut Pública
Al llarg dels anys de 1869 a 1874, Billings va ser nomenat pel secretari del Tresor per inspeccionar i informar sobre les condicions higièniques del servei d'hospital marítim. Amb aquesta cita, es va exigir a Billings que viatgés pels Estats Units per inspeccionar i proporcionar recomanacions per millorar les polítiques de sanejament dels hospitals. D'acord amb les recomanacions de Billings, el secretari del Tresor va reconèixer les contribucions de Billings a la millora dels hospitals dient: "L'estat dels hospitals marins s'ha millorat durant l'any passat. Aquest resultat es deu en gran manera al Dr. JS Billings, de l’Oficina de Cirurgians Generals, que n’ha visitat gairebé tots i a través del consell dels quals s'han fet molts canvis importants ". La seva principal contribució al servei hospitalari va ser treure els mètodes d’organització de mans polítiques i afiliar-los a aquells amb mètodes d’organització militars. Es va conèixer amb el nom de Servei de Salut Pública, que és la branca del govern que treballa amb el personal mèdic de l'exèrcit i la marina per millorar la medicina preventiva.

### La febre groga
El 1879 Billings amb el doctor Charles F. Folsom, el coronel George E. Waring, Jr. i altres membres de la National Board of Health van fer una enquesta a ciutadans de Memphis, Tennessee, per tal de recollir dades sobre l'esclat de febre groga a la ciutat. Les seves recomanacions als membres del consell municipal sobre les polítiques de sanejament van ser descrites com un "tònic miracle" pels diaris locals, ja que van caure els casos de febre groga després de la seva visita. Billings detalla les seves troballes sobre la malaltia en el seu article trobat a la Revista Internacional del gener de 1880. En el seu article, explica la causa de la malaltia com "un organisme minúscul semblant a la de la planta de llevat, o pot ser el producte d'aquest organisme, com l'alcohol". A més de detallar la probable causa de la malaltia, Billings també va escriure sobre les observacions que va veure sobre els pacients. Aquestes observacions incloïen on havien contret la malaltia, els símptomes físics i la possible transmissió. Va elaborar el procés de transmissió dient en el seu article: "La febre groga no pot anar enlloc, tret que el porteu", que va servir com la primera teoria de la propagació de la febre groga pels mosquits.

## Assoliments notables

### Contribucions a la Biblioteca Nacional de Medicina
Cirurgià major de la guerra, Billings va construir la Biblioteca de la Oficina de Cirurgians Generals (actual Biblioteca Nacional de Medicina), la peça central dels sistemes d’informació mèdica moderns. Billings va descobrir com analitzar mecànicament les dades mèdiques i demogràfiques convertint-les en números i perforant cartes de cartró, tal com va desenvolupar el seu ajudant a l’oficina del cens, Herman Hollerith. Aquest va ser l'origen del sistema de targetes perforades per ordinador que va dominar la manipulació estadística de dades fins als anys setanta. Les targetes perforades es van utilitzar per primera vegada quan Billings va actuar com a supervisor del Cens de l’Onzè (1890) i van ser ràpidament adaptades per les oficines del cens, les companyies d’assegurances i les grans corporacions de tot el món. Va tenir la idea de la biblioteca quan treballava en la seva tesi doctoral quan va descobrir que no hi havia cap biblioteca que tingués els recursos necessaris per a la seva investigació. Per solucionar-ho, John Shaw Billings va crear una col·lecció i també va crear catàlegs d'índexs. Quan Billings es va retirar de l'exèrcit, ja havia recollit 116.847 llibres i 191.598 fulletons. Aquesta col·lecció va formar la Biblioteca Nacional de Medicina i ha crescut des de llavors.

### Edifici de Billings
Billings era conegut per la seva experiència en la construcció d'hospitals des de la Guerra Civil. Va tenir un paper important en el disseny de l'Hospital Johns Hopkins, fent els plans i perfeccionant el disseny perfecte per a l'ensenyament. Billings també va ajudar a planificar la construcció d'altres sis institucions, inclòs un altre hospital. Se li reconeix les contribucions que va fer a l'exèrcit nord-americà. La seva exitosa organització d'hospitals de l'exèrcit el va iniciar per a una carrera continuada en la planificació hospitalària. Malgrat molts canvis des que es va obrir el 1889, l'entrada principal de l'Hospital Johns Hopkins continua sent la mateixa i es coneix com el Billing's Building.

### Altres gestes
- Va rebre una beca honorària del Royal College of Surgeons a Irlanda el 1892.[6]
- Elegit membre de la American Antiquarian Society el 1899.[19]
- Va ser elegit membre associat de l'Acadèmia Americana d'Arts i Ciències el 1912.

## Vida personal
Billings es va casar amb Kate M. Stevens el 3 de setembre de 1862 a l'església de St. John's, Georgetown (Washington, DC). Van tenir cinc fills. La seva dona va morir el 19 d'agost de 1912, cosa que va suposar un fort cop per a Billings. Durant els darrers anys de la seva vida, va desenvolupar un càncer de llavi el 1890 i se li va diagnosticar un càlcul biliar, cosa que el va provocar una operació pel càncer i per la retirada de la vesícula biliar. L'11 de març de 1913, Billings va morir de pneumònia després d'una operació de càlcul urinari a l'edat de 74 anys a la ciutat de Nova York. Va ser enterrat al cementiri nacional d'Arlington amb honors militars.
El seu retrat, pintat per Cecilia Beaux, penja a la sala de lectura principal de la Biblioteca Nacional de Medicina dels Estats Units, on es troben diverses col·leccions dels seus papers.

## Obres
Entre les seves publicacions hi ha:
- Billings, John. The principles of ventilation and heating, and their practical application (PDF).  Nova York: The Sanitary engineer, 1884. (NLM) 63110980R.
- Mortalitat i estadístiques vitals dels Estats Units (1885)
- Medical Museums" (1888)
- Diccionari mèdic nacional (dos volums, 1889)
- Billings, John. Description of the Johns Hopkins Hospital.  Baltimore: [Press of I. Friedenwald], 1890. (NLM) 68110400R.
- Estadístiques socials de ciutats (sis volums, per a l'onzè cens)
- Billings, John. Some Library Problems of To-Morrow.  American Library Association, 17 juny 1902.
- Aspectes fisiològics del problema del licor (1903)